# Кршиж, Томаш
Томаш Кршиж (чеш. Tomáš Kříž;род. 17 марта 1959, Прага) — бывший чехословацкий футболист.

## Карьера

### Клубная карьера
Большую часть карьеры в течение 12 сезонов играл за клуб «Дукла», в составе которого выиграл 3 чемпионата и 3 Кубка Чехословакии. В 1989 году перешёл в немецкий «Дармштадт 98», в котором отыграл два сезона, а затем вернулся на родину, где играл за «Хмел».

### Карьера в сборной
В составе сборной Чехословакии был участником ЧМ-1982, где сыграл в двух неполных матчах на групповом этапе. Всего за сборную Чехословакии сыграл 10 матчей, в которых не отметился забитыми мячами.

## Достижения
«Дукла»
- Чемпион Чехословакии (3): 1976/77, 1978/79, 1981/82
- Обладатель Кубка Чехословакии (3): 1981, 1983, 1985